# Аксонометричні проєкції

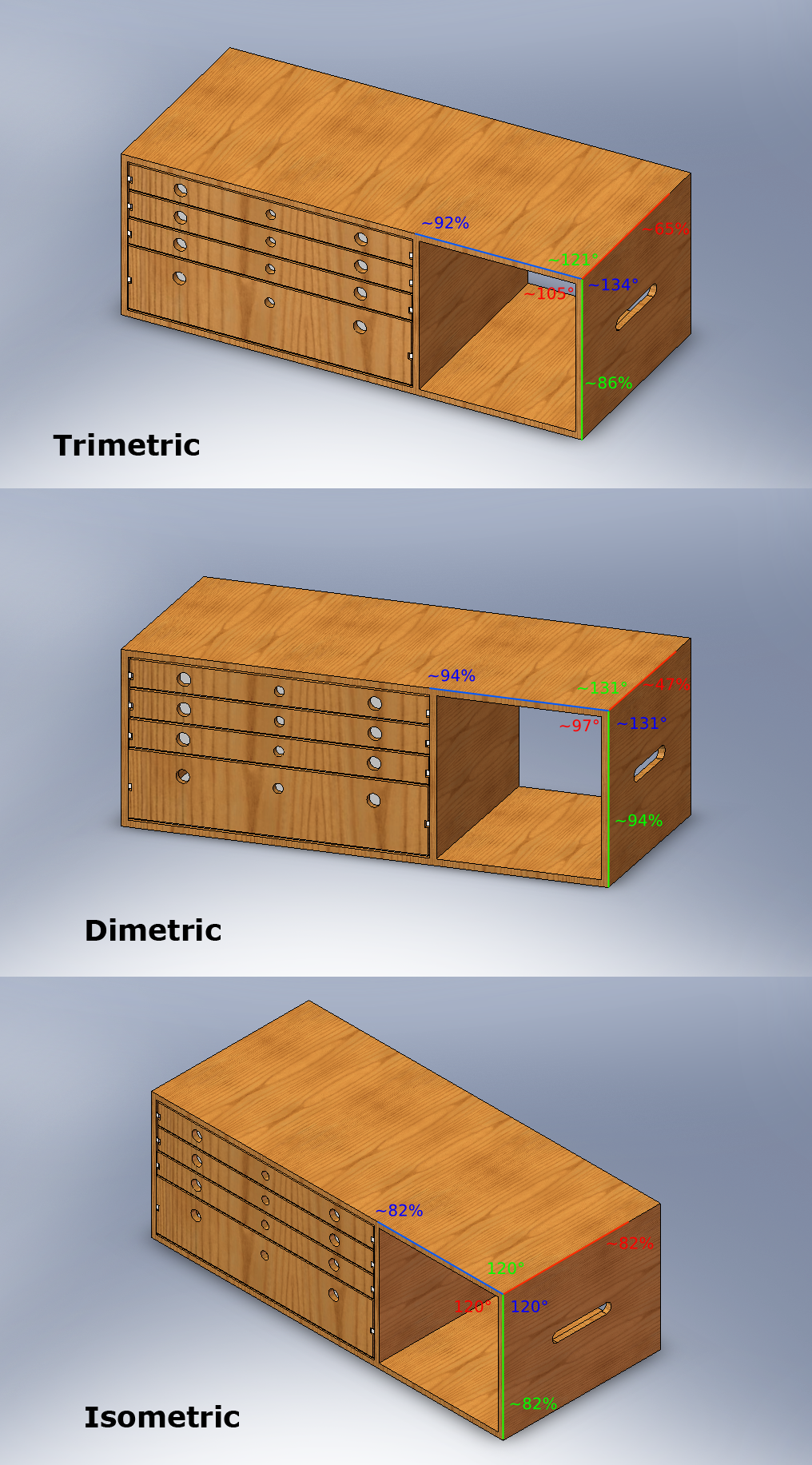
Аксонометричне зображення

Аксонометри́чні проє́кції (від дав.-гр. ἄξων — «вісь» + μετρέω — «міряю») — наочне зображення просторових форм на площині методом паралельного проєктування.

## Загальний опис
В аксонометричній проєкції зображуваний об'єкт належить до умовної прямокутної (ортогональної) просторової системи координат, осі якої паралельні основним розмірам зображуваного об'єкта. Основою аксонометричного зображення предмета є аксонометричні координати його характерних точок і аксонометричний масштаб.
Ортогональна проєкція — креслення, виконане в прямокутних (ортогональних) проєкціях, є основним видом зображення, яким користуються в техніці. Проте не завжди прямокутні проєкції мають достатню наочність. Тому виникає необхідність в таких зображеннях, які, маючи наочність, давали б уявлення про відносні розміри предмета та його форму. Таким видом зображень є аксонометричні проєкції. Вони передають одним зображенням просторову форму предмета. Таке зображення створює у людини враження, близьке до того, яке виходить при розгляданні предмета в натурі.

## Аксонометричні проєкції у конструкторській документації
ЄСКД визначає для використання такі аксонометричні проєкції:
- Прямокутна проєкція (напрям проєціювання перпендикулярний до площини проєкції):
  - прямокутна ізометрична проєкція;
  - прямокутна диметрична проєкція.
- Косокутна проєкція (напрям проєціювання не перпендикулярно до площини проєкції):
  - фронтальна ізометрична проєкція;
  - горизонтальна ізометрична проєкція;
  - фронтальна диметрична проєкція.

## Приклад застосування у маркшейдерії

У маркшейдерській практиці часто використовуються диметричні косокутні аксонометричні проєкції:
- а) профільна аксонометрія при побудові блок-діаграм геологічної структури за результатами розвідки свердловинами, розташованими по лінії навхрест простягання структури. При цьому вісь х умовної системи координат збігається з лінією розвідки, вісь у — з напрямком простягання структури, а вісь z — з висотою. При зазначених умовах проєціювання вертикальних розрізів структури по лініях розвідки виконуються копіюванням на блок-діаграму структури у відповідних місцях;
- б) планова аксонометрія — при побудові аксонометричного зображення за результатами горизонтальних розрізів (погоризонтних планів) родовища корисної копалини. При цьому погоризонтні плани переносяться на аксонометричне зображення копіюванням у відповідних місцях.